# Salogo (departamento)
Salogo es un departamento de la provincia de Ganzourgou, en la región Plateau-Central, Burkina Faso. A 1 de julio de 2018 tenía una población estimada de 29 524 habitantes.
Se encuentra ubicado en el centro del país, cerca del río Volta y de la capital del país, Uagadugú.